# Refuge de l'Alpe de Villar-d'Arêne
Le refuge de l'Alpe de Villar-d'Arêne est un refuge du Club alpin français (CAF) situé sur la commune de Villar-d'Arêne dans le massif des Écrins, à 2 071 mètres d'altitude sur un plateau au-dessus du village de Villar-d'Arêne et son hameau du Pied du Col.

## Accès
- En deux heures avec 150 m de dénivelé, depuis le col du Lautaret, en longeant le sentier d'interprétation des crevasses.
- En une heure et demie avec 420 m de dénivelé, depuis le dernier parking au hameau du Pied du Col.

## Randonnées pédestres au départ
- Col d'Arsine
- Lac et glacier d'Arsine
- Sources de la Romanche
- Refuge Adèle Planchard
- Refuge du Pavé

## Courses d'alpinisme et de ski de randonnée au départ
- Pic de Chamoissière
- Montagne des Agneaux par la calotte ou le couloir Piaget
- Pic de Neige Cordier

Traversée sur le refuge du Glacier Blanc et le refuge des Écrins par Neige-Cordier.
- Grande Ruine

Traversée sur le refuge du Châtelleret et le refuge du Promontoire par le col du Clos des Cavales ou par le col du Pavé
- Le tour de La Meije (raid en ski de randonnée)